# Дж. В. Рамана Мурти
Джонналагадда Венката Раманамурти (телугу జొన్నలగడ్డ వెంకట రమణమూర్తి; англ. Jonnalagadda Venkata Ramana Murthi; 20 мая 1933, Визианагарам — 22 июня 2016, Хайдарабад) — индийский актёр театра и кино, снимавшийся в фильмах на языке телугу. Дебютировал в кино в 1957 году. Лауреат театральной премии Nandi за вклад в области театра.

## Биография
Родился в городе Визианагарам.
С самого детства вступал на театральной сцене, принимая участие в различных спектаклях и постановках. Его мать Сарада всячески поощряла в этом его и его старшего брата Дж. В. Сомаяджулу. Самой известной его театральной ролью стал Гирисам из пьесы Kanyasulkam, которую он впервые исполнил ещё в 1953 году.
Вместе с братом он принял участие в более 500 постановках этой пьесы за 45 лет.
Он также играл в спектаклях NGO, Kappalu, Evaru Donga и Keerthi Seshulu.
Дебютной работой в кино для Рамана Мурти стал социально-политический фильм M.L.A. (1957) К.Б. Тилака. Всего актёр снялся в 100—150 кинолентах, среди которых Mangalya Balam (1958), Batasaari (1961), Siri Siri Muvva и Maro Charitra (1978), Idi Katha Kaadu и Gorintaku (1979), Aakali Rajyam (1981), Saptapadi (1981), Shubalekha (1982), Ananda Bhairavi (1984), Sirivennela (1986), Kartavyam (1991) и Shankardada Zindabad (2007).
Начав как актёр второго плана, Рамана Мурти со временем переключился на характерные роли, играя преимущественно великодушных отцов и храмовых священников.
Его последней ролью в кино стал фильм 2013 года Thummeda.
Дж. В. Рамана Мурти скончался от остановки сердца 22 июня 2016 года в частной больнице Banjara Hills Star в Хайдарабаде. У него остались сын и дочь.